# HD 69830 d
HD 69830 d est une planète en orbite autour de l'étoile naine orange HD 69830. Elle est d'une masse comparable à Neptune (planète) et est la plus massive des trois planètes du « Trident de Neptune » entourant l'étoile,. Elle est également la planète la plus éloignée connue de cette dernière, autour de laquelle elle orbite en un peu moins de 200 jours.

## Désignation
HD 69830 d a été sélectionnée par l'Union astronomique internationale (IAU) pour la procédure NameExoWorlds, consultation publique préalable au choix de la désignation définitive de 305 exoplanètes découvertes avant le 31 décembre 2008 et réparties entre 260 systèmes planétaires hébergeant d'une à cinq planètes. La procédure, qui a débuté en juillet 2014, s'achèvera en août 2015, par l'annonce des résultats, lors d'une cérémonie publique, dans le cadre de la XIXe Assemblée générale de l'IAU qui se tiendra à Honolulu (Hawaï).